# Poses
Poses är en kommun i departementet Eure i regionen Normandie i norra Frankrike. Kommunen ligger i kantonen Val-de-Reuil som tillhör arrondissementet Les Andelys. År 2022 hade Poses 1 118 invånare.

## Befolkningsutveckling
Antalet invånare i kommunen Poses
Referens:INSEE